# Fuchs
Fuchs [fuks] (nemško za lisica) je priimek več znanih oseb:
- Ernst Fuchs (1930—2015), avstrijski slikar in grafik
- Leonhard Fuchs (1501—1666), nemški botanik
- Klaus Emil Fuchs (1912—1988), nemško-angleški fizik in komunistični agent
- Robert Fuchs (1847—1927), avstrijski skladatelj in glasbeni učitelj
- Ruth Fuchs (*1946), nemška atletinja, metalka kopja
- Janez Nepomuk Fuchs (1727-1804), mariborski mestni zidarski mojster
- Vivian Ernest Fuchs (1908—1999), angleški geolog in raziskovalec